# Hesycha variabilis
Hesycha variabilis là một loài bọ cánh cứng trong họ Cerambycidae.